# Tuxentius kaffana
Tuxentius kaffana is een vlinder uit de familie van de Lycaenidae. De wetenschappelijke naam van de soort is voor het eerst geldig gepubliceerd in 1935 door Talbot. De soort komt voor in de Hoorn van Afrika.